# 아이카와 하루나
아이카와 하루나(일본어: 愛川 陽菜, 2003년 12월 4일~)는 일본의 여자 축구 선수이다.

## 구단 경력
그녀는 2022년 WE리그의 INAC 고베 레오네사에 입단했다. 2023년에 황후배 우승을 차지했다.

## 국가대표팀 경력
그녀는 2025년 EAFF E-1 풋볼 챔피언십에 참가할 일본 국가대표팀에 발탁되었으며, 7월 9일 중화 타이베이와의 경기에서 데뷔했다.